# محمد حسون
محمد حسون هو رئيس مجلس النواب لبناني، ولد في 9 يونيو 1968.

## وصلات خارجية
- محمد حسون على موقع أرشيف الشارخ.
- محمد حسون على موقع قاعدة بيانات المصارعة الدولية (الإنجليزية)
- محمد حسون على موقع أوليمبيديا (الإنجليزية)